# Montgaillard-de-Salies
Montgaillard-de-Salies is een gemeente in het Franse departement Haute-Garonne (regio Occitanie) en telt 100 inwoners (2009). De plaats maakt deel uit van het arrondissement Saint-Gaudens.

## Geografie
De oppervlakte van Montgaillard-de-Salies bedraagt 5,9 km², de bevolkingsdichtheid is dus 16,9 inwoners per km².
De onderstaande kaart toont de ligging van Montgaillard-de-Salies met de belangrijkste infrastructuur en aangrenzende gemeenten.

## Demografie
Onderstaande figuur toont het verloop van het inwonertal (bron: INSEE-tellingen).